# Джалили, Омид
Омид Джалили (англ. Omid Djalili; перс. امید جلیلی‎; род. 30 сентября 1965, Челси, Англия) — ирано-английский стендап-комик, актёр и продюсер.

## Личная жизнь
Джалили родился в Челси, Лондон, в иранской семье бахаистов. Учился в университете Ольстера в Колрейне, Северной Ирландии, где изучал английский и театральное искусство.
Джалили — болельщик футбольного клуба Челси. Он женат, и у него есть трое детей.

## Фильмография
1. 1999 — Мумия / The Mummy — тюремщик
2. 1999 — Ноттинг-Хилл / Notting Hill — кассир в кофейне
3. 1999 — И целого мира мало / The World Is Not Enough — Форман
4. 2000 — Гладиатор / Gladiator — работорговец
5. 2001 — Шпионские игры — Думет
6. 2001 — Костолом / Mean Machine — Радж
7. 2004 — Парень из кальция / The Calcium Kid — Херби Буш
8. 2004 — Модильяни / Modigliani — Пабло Пикассо
9. 2004 — Небесный Капитан и мир будущего / Sky Captain and the World of Tomorrow — Каджи
10. 2005 — Казанова — Лупо Сальвато, слуга Казановы
11. 2006 — Лесная братва / Over the Hedge — Тигр
12. 2006 — Вскрытие пришельца / Alien Autopsy — Мелик
13. 2007 — Пираты Карибского моря: На краю света — Аскай
14. 2008 — Секс-гуру / The Love Guru — Гуру Сатчабигкноба
15. 2010 — Секс в большом городе 2 — мистер Сафир
16. 2010 — Союз зверей / Animals United — Бонго
17. 2010 — Мистер Ганджубас / Mr. Nice — Салем Малик
18. 2010 — Неверный / The Infidel — Махмуд Назир
19. 2015 — Барашек Шон / Shaun the sheep — А. Трампер
20. 2015 — Диккенсиана / Dickensian — Мистер Винус
21. 2018 — Mamma Mia! 2 / Mamma Mia! Here We Go Again — греческий таможенник
22. 2018 — Щелкунчик и четыре королевства / The Nutcracker and the Four Realms — кавалер
23. 2023 — Люби снова / Love Again — Мохсен